# 弗里桑日
弗里桑日（法語：Frisange，法語發音：[fʁizɑ̃ʒ]）是卢森堡南部阿尔泽特河畔埃施县的一个市镇。 

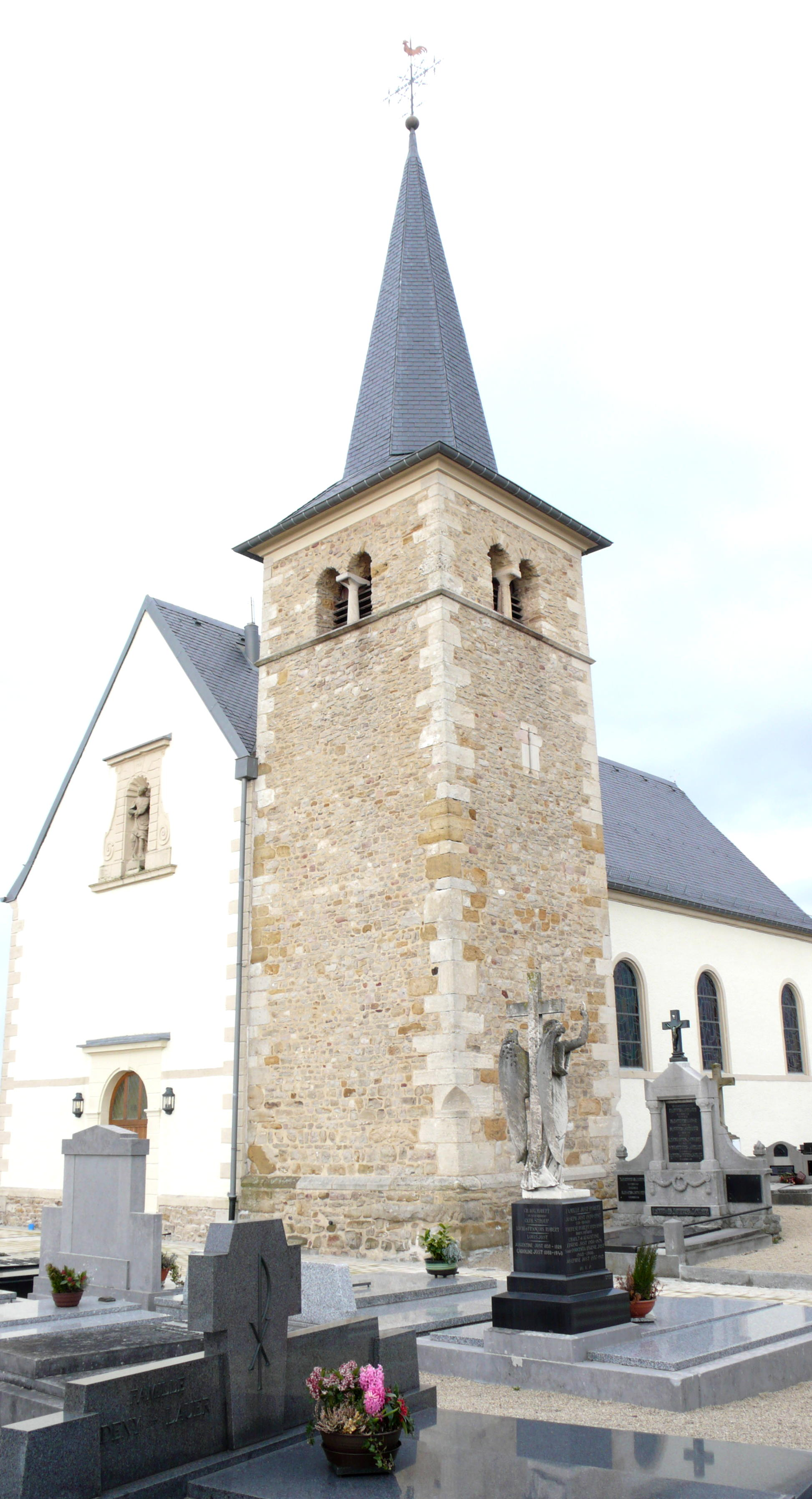
教堂

## 姊妹城市
弗里桑日与以下城市为友好关系：
- 法國 圣于连德科佩勒